# Bailong-Aufzug
Der Bailong-Aufzug (chinesisch 百龍電梯 / 百龙电梯, Pinyin Bǎi lóng diàntī – „Hundert-Drachen-Aufzug“) ist eine Aufzugsanlage an einer Felswand im Landschaftspark Wulingyuan in der Nähe der Stadt Zhangjiajie in der Volksrepublik China. Er wurde zwischen 1999 und 2002 errichtet. Mit einer Höhe von 326 m ist er der weltweit höchste Außenaufzug und als solcher seit 2015 auch vom Guinness-Buch der Rekorde anerkannt.

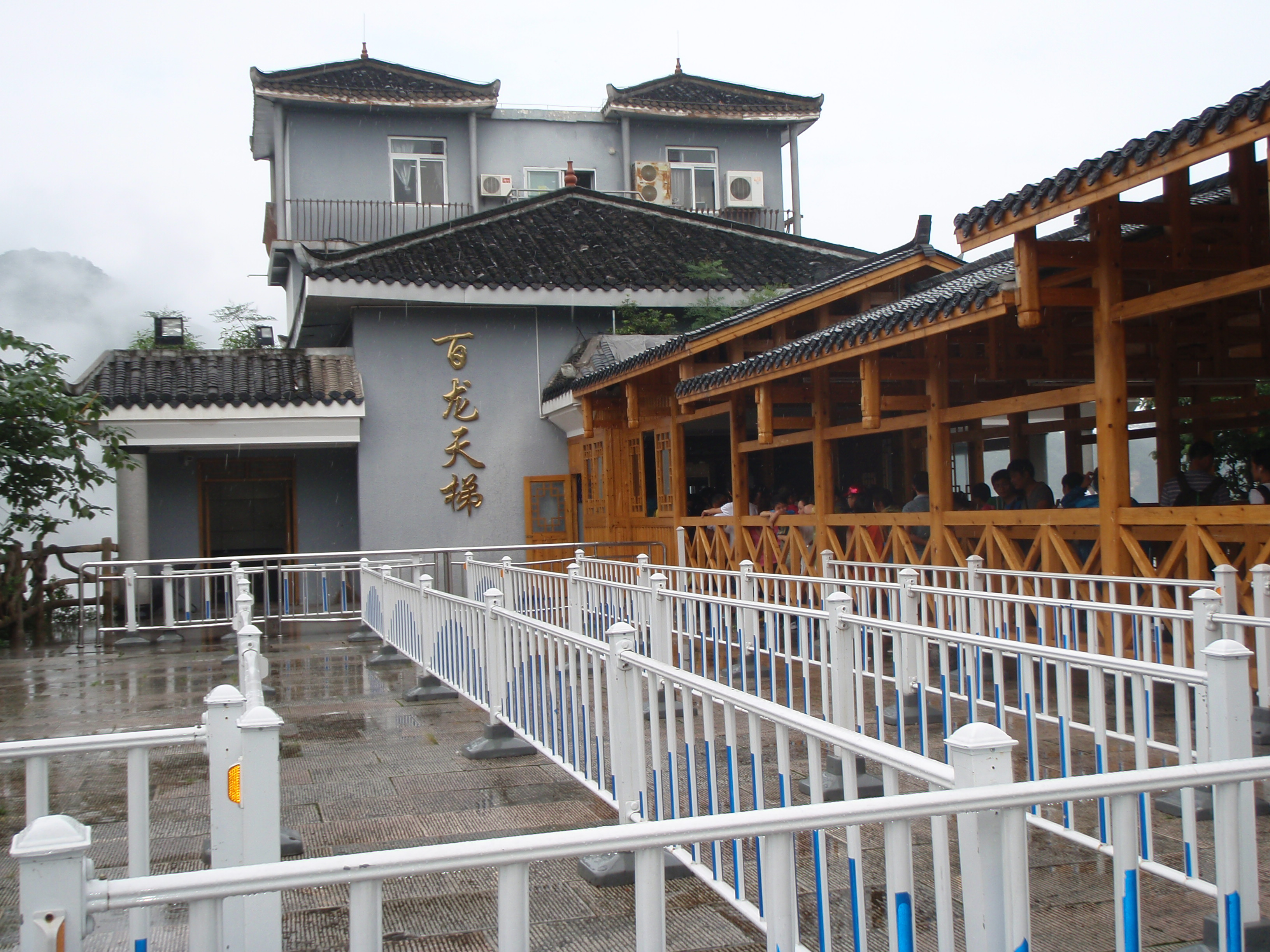
Bergstation

Die Anlage beinhaltet drei gläserne Kabinen, die jeweils bis zu 50 Personen aufnehmen können und sich mit 3 m pro Sekunde bewegen. Sie wird mit Hilfe von Detektoren, die seismische Wellen registrieren, im Falle eines Erdbebens sofort stillgelegt.
Der Bau des Aufzugs war zunächst umstritten, da das Gebiet seit 1992 als UNESCO-Welterbe anerkannt ist. Gleichwohl führte sein Bau nicht zur Aberkennung des Welterbe-Titels. Aufgrund von Sicherheitsproblemen war der Betrieb 2002 bis 2003 für zehn Monate eingestellt.